# Parandania boecki
Parandania boecki är en kräftdjursart som först beskrevs av Stebbing 1888.  Parandania boecki ingår i släktet Parandania och familjen Stegocephalidae. Inga underarter finns listade i Catalogue of Life.